# Gavín
Gavín ist ein spanischer Ort in der Provinz Huesca der Autonomen Gemeinschaft Aragonien. Gavín gehört zur Gemeinde Biescas. Das Dorf in den Pyrenäen liegt auf 974 Meter Höhe und hatte 91 Einwohner im Jahr 2015.

## Sehenswürdigkeiten
- Kirche San Bartolomé, errichtet ab dem 10. Jahrhundert
- Ruinen des Monasterio de San Pelay, romanisches Kloster aus dem 11. Jahrhundert[1]

## Einzelnachweise

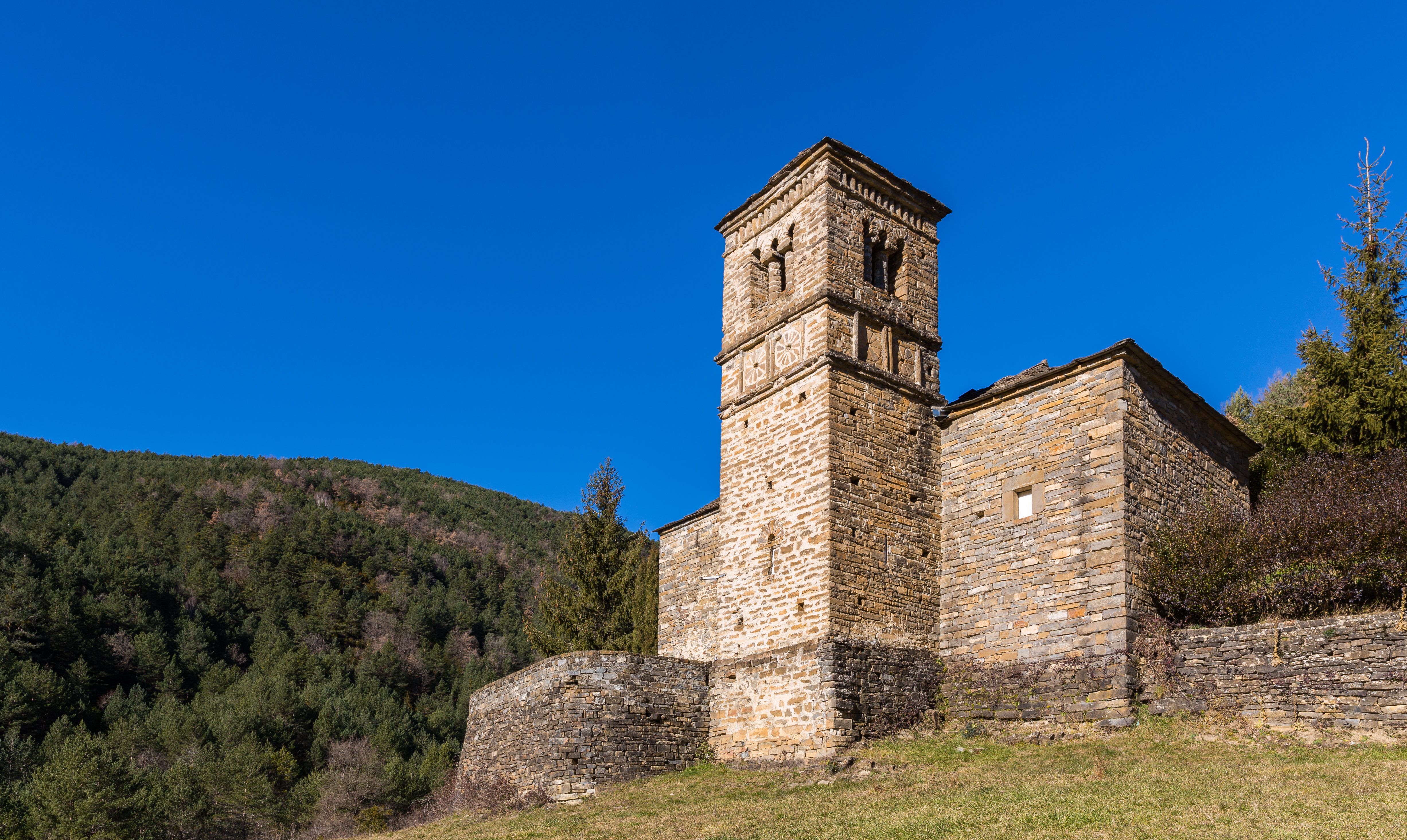
Kirche San Bartolomé